# もう君だけを離したりはしない
『もう君だけを離したりはしない』（もうきみだけをはなしたりはしない）は、上木彩矢の3枚目のシングル。

## 概要
よみうりテレビ・日本テレビ系全国ネットアニメ『名探偵コナン』のエンディングテーマに起用。自身初のテレビアニメタイアップとなった。
表題曲の「もう君だけを離したりしない」は、大切なものをなくしてしまった人の沈んだ心を励ましていけるような応援ソングとして書き上げたと本人が述べている。

## 収録曲
1. もう君だけを離したりはしない
  - 作詞：上木彩矢 / 作曲：川本宗孝 / 編曲：葉山たけし
2. 傷だらけでも抱きしめて
  - 作詞：上木彩矢 / 作曲：藤本貴則 / 編曲：葉山たけし
3. もう君だけを離したりはしない- Instrumental-

## タイアップ
もう君だけを離したりはしない
- よみうりテレビ・日本テレビ系全国ネットアニメ『名探偵コナン』エンディングテーマ

## 収録アルバム
もう君だけを離したりはしない
- Secret Code
- AYA KAMIKI Greatest Best
- THE BEST OF DETECTIVE CONAN 3 〜名探偵コナン テーマ曲集3〜

傷だらけでも抱きしめて
- Secret Code